# Rio Cândeţu
O Rio Cândeţu é um rio da Romênia, afluente do Jiu, localizado no distrito de Hunedoara.